# Pranzo al sacco

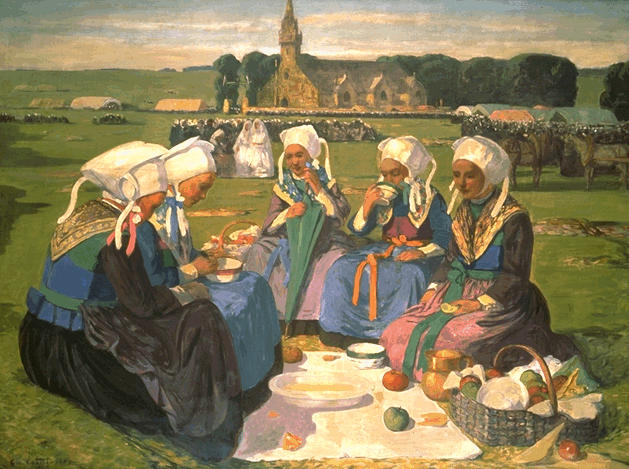
Charles Cottet, 1903. Donne pranzano al sacco durante il pardon di Sainte-Anne-la-Palud

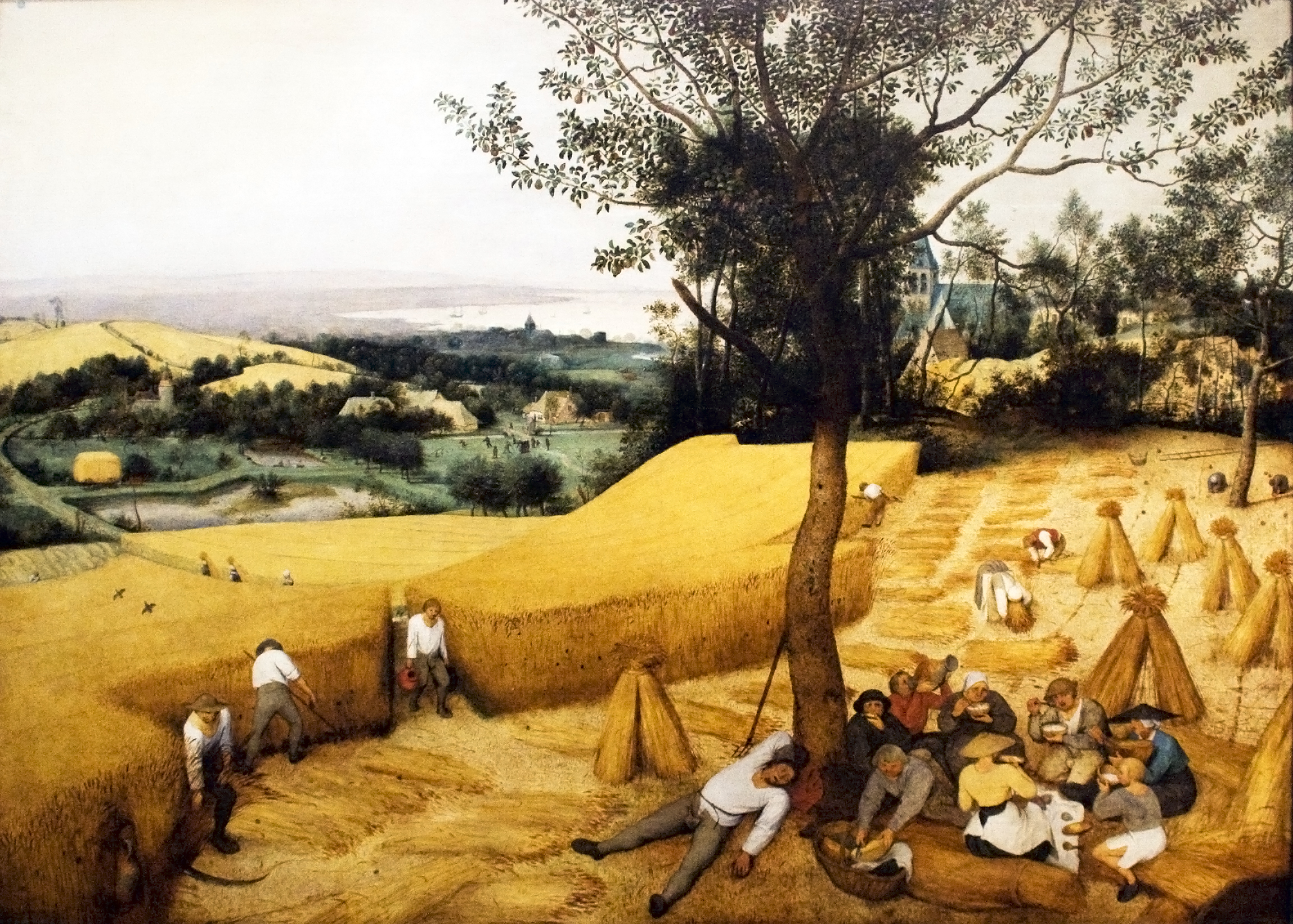
Pieter Bruegel il Vecchio, La mietitura, 1565

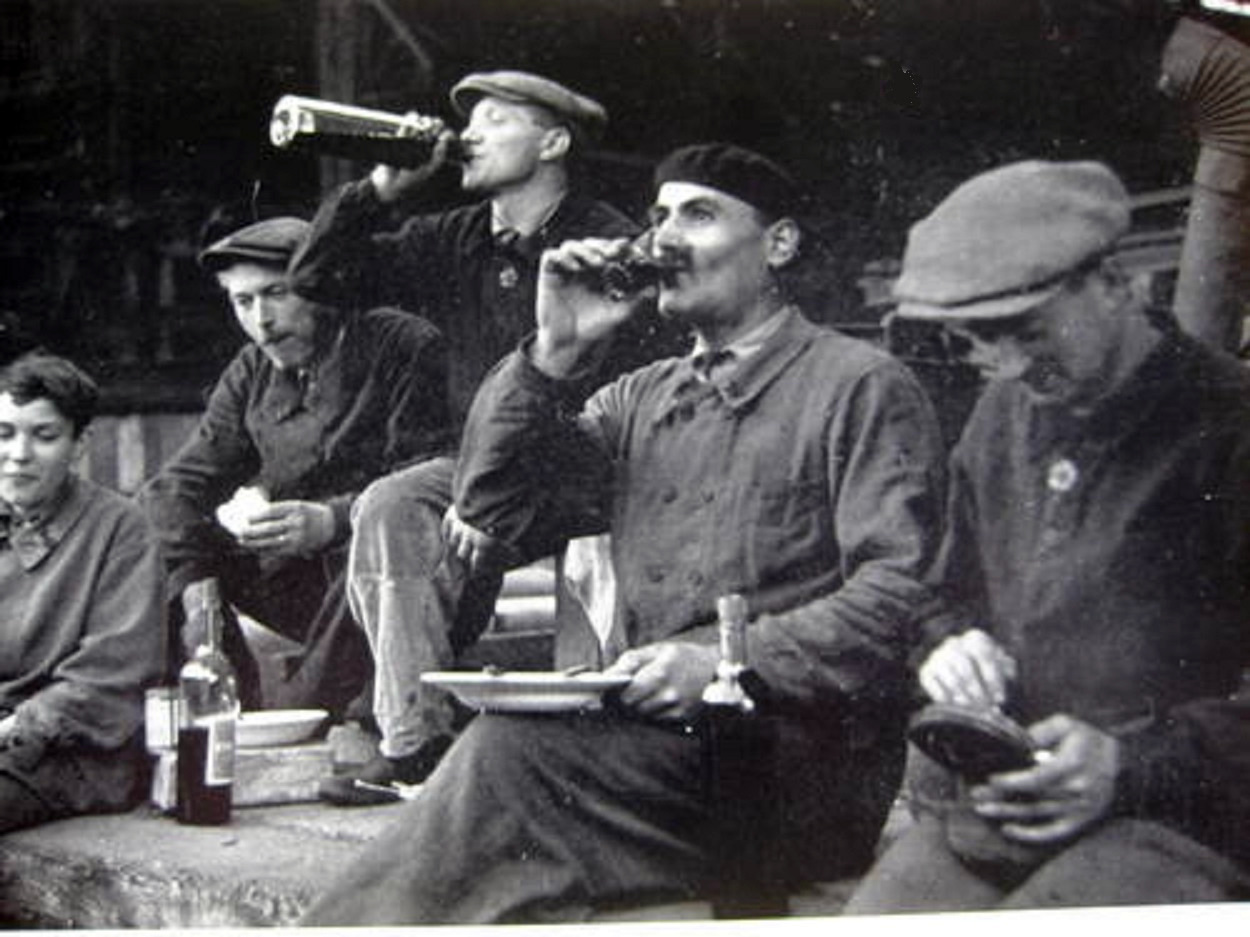
Pranzo al sacco in un cantiere a Parigi nel 1930

Il pranzo al sacco , pranzo a sacco o colazione al sacco è un modo di consumare un pasto che prevede la predisposizione anticipata di cibi e alimenti (a seguito di preparazione casalinga o di acquisto) per una loro consumazione in spazi diversi da quelli domestici, come il posto di lavoro, in una mensa o refettorio, all'aperto, eventualmente in luoghi appositamente adibiti, e in situazioni diverse, come una pausa-lavoro, una ricreazione scolastica, un picnic, una gita, un'escursione, un safari, un viaggio, un campeggio, ecc.

## Nome
Il nome deriva dall'involucro in cui i cibi vengono generalmente trasportati, un "sacco" o sacchetto di carta, plastica, tessuto o tela. In altre lingue si utilizzano di panier-repas (francese), o packed lunch (inglese; anche sack lunch o bag lunch),

## Storia
Una delle più antiche menzioni di un pasto simile si trova nella Bibbia laddove si narra del profeta Habacuc, allora in Giudea, aveva preparato una Zuppa d'avena e dei pezzi di pane in un cestino, come pasto da offrire ai mietitori. 
La pratica di rifornire di un pasto al sacco gli operai impiegati nella vigna, nella mietitura o in altre lavorazioni agricole, è un'usanza sopravvissuta nei secoli.

## Composizione

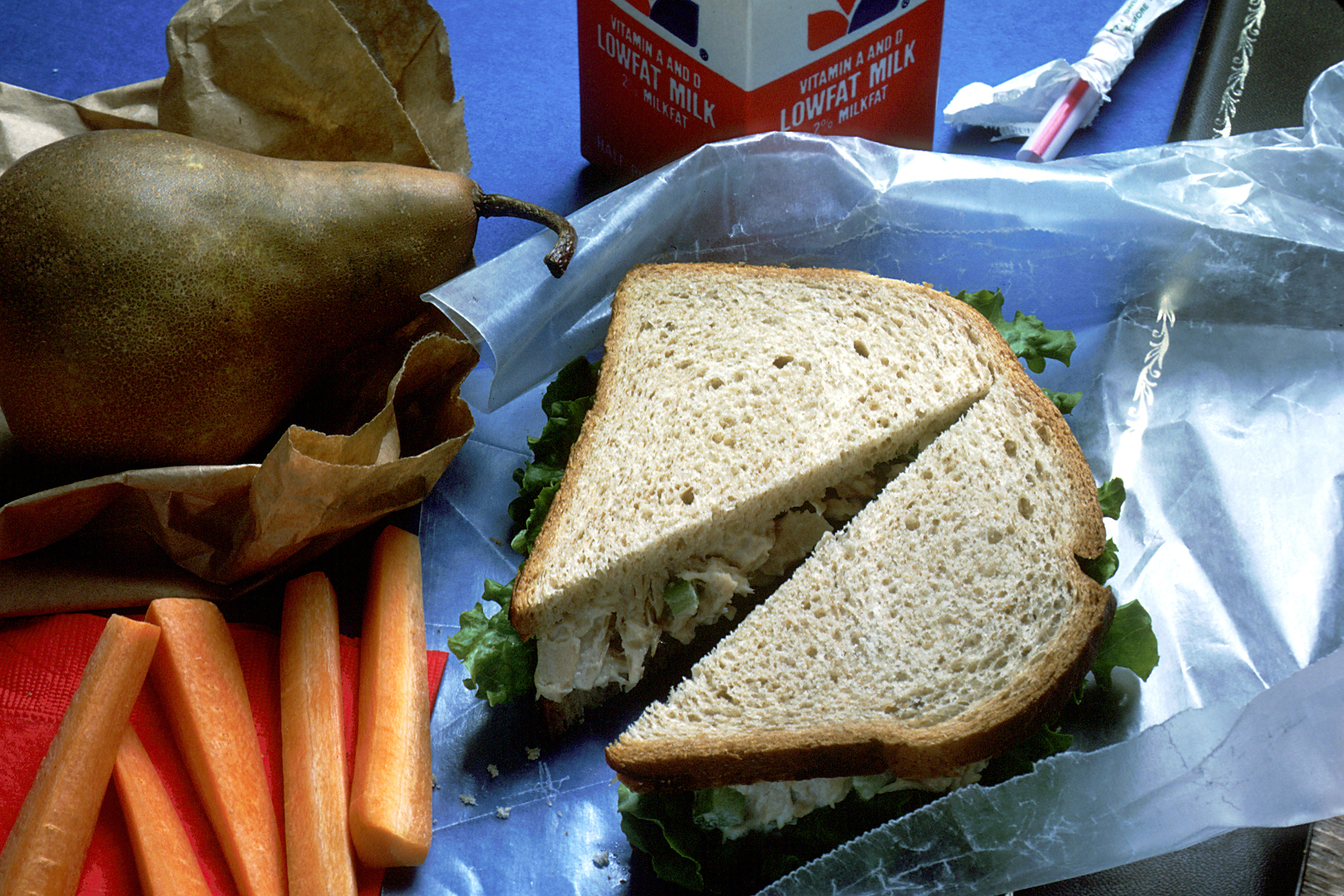
Un pasto completo: panino al pollo e lattuga, carote, pera, latte

La composizione del pasto al sacco dipende dai gusti, dalle abitudini alimentari individuali e dalla spesa da sostenere. 
In Occidente, può ridursi a un semplice panino imbottito o sandwich, oppure può essere un pasto completo, contenente varie categorie alimentari, come pane, ortaggi, latticini, frutta, bevande.

### Confezionamento
Normalmente i cibi sono protetti e avvolti in vario modo, con carta, carta stagnola, carta oleata, tessuto, pellicole plastiche, ecc., o mediante l'uso di contenitori per alimenti o degli scaldavivande. Oltre che preparato autonomamente, il pranzo al sacco può essere anche acquistato in confezioni già pronte, o, in alcune situazioni, fornito direttamente da alberghi o strutture ricettive ai turisti per i loro spostamenti.